# 聖卡塔利娜島 (墨西哥)

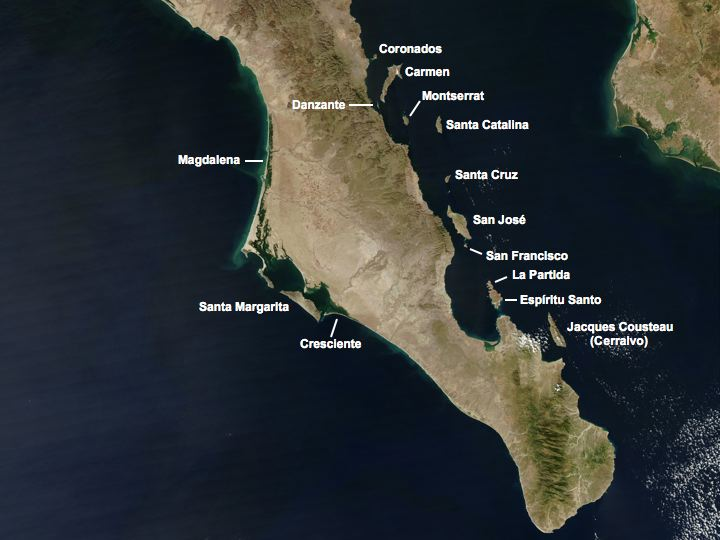

聖卡塔利娜島是墨西哥的島嶼，位於下加利福尼亞半島以東約40公里的加利福尼亞灣，由南下加利福尼亞州負責管轄，長13公里、寬4公里，面積39.27平方公里，最高點海拔高度470米，島上無人居住。